# Lorentz Fredrik Westman
Lorentz Fredrik Westman, född den 4 februari 1795 i Linköping, död den 4 oktober 1861 i Lund, var en svensk filosof.
Redan innan han uppnått sitt sjunde år intogs Westman i Linköpings skola och åtnjöt därjämte enskild undervisning. Han uppflyttades till därvarande gymnasium och, sedan han uppehållit sig vid dessa läroverk i tio år, blev han student vid Lunds universitet 1811, där han tillbragte ett år och under den tiden avlade sina första tentamina. Han for därefter till Uppsala, vistades även där ett år, som han helt och hållet använde till filosofiska studier, och antog därpå, likaledes under ett års tid och något däröver, en kondition i trakten av Trollhättan, lika intagen av ortens behagliga läge, som av den kännedom han då förvärvade sig av Englands vittra författares arbeten. Sedan han lämnat denna station besökte han sin födelseort och använde det år han tillbragte där till att vinna ytterligare förkovran inom filosofin. Han for därpå åter till Lund, kvarblev där några år, uppehöll sig tre månader vid universitetet i Köpenhamn, reste ånyo 1818 till Uppsala, men återvände kort därefter till Skåne, och blev, efter att ha avlagt de återstående lärdomsproven, magister i Lund den 22 juni 1820. Westman utnämndes till docent i teoretisk filosofi i juli månad 1833 och till adjunkt i samma vetenskap 1826, varefter hän erhöll kunglig fullmakt, utfärdad den 18 september 1829 att vara professor i detta ämne vid Lunds universitet. Han var detta lärosätes rektor läsåren 1833–1834, 1843–1844 och 1851–1852 samt dess ombud vid riksdagen 1834–1835. Westman var Östgöta nations inspektor 1830–1861.